# Оруджев, Рустам Фазаил оглы
Руста́м Фазаи́л оглы Ору́джев (азерб. Rüstəm Fəzail oğlu Orucov; род. 4 октября 1991, Усть-Илимск, Иркутская область) — азербайджанский дзюдоист, выступавший в весовой категории до 73 кг, серебряный призёр Олимпийских игр 2016 и чемпионатов мира 2017 и 2019 гг. чемпион Европы (2016), победитель Гран-при (2013) и турнира Большого шлема (2013), серебряный призёр Кубка Европы 2011 года, бронзовый призёр Кубка мира и серебряный призёр Кубка Европы 2011 года. Представлял Азербайджан на летней Универсиаде 2011 года в Шэньчжэне и на летних Олимпийских играх 2012 года в Лондоне. Бронзовый призёр чемпионата Азербайджана 2013. В мировом рейтинге на август 2019 года — первый.

## Биография
Рустам Оруджев родился 4 октября 1991 года в России, в городе Усть-Илимск Иркутской области. С семи лет начал заниматься дзюдо. До шестнадцати лет жил в Иркутской области. Выступал на различных юношеских соревнованиях. После совершеннолетия переехал в Баку, где стал заниматься в клубе «Аттила». На юношеском уровне выиграл чемпионат Евразии, однако на молодёжном уровне выиграть первенство континента не удавалось. Позже Оруджев перешёл на взрослый уровень, где вначале выступал в весе до 66 кг. Первые успехи на взрослом уровне пришли после того, как Рустам Оруджев начал бороться в категории до 73 кг.
В июне 2011 года на Кубке Европы в словенском городе Целе Оруджев занял второе место, в октябре этого же года на Кубке мира в Баку, где Оруджев впервые начал выступать в весе до 73 кг, — третье. В феврале 2012 года Оруджев стал пятым на Гран-При в Дюссельдорфе. Таким турниры, позволявшие набирать очки для получения олимпийской лицензии завершились, и Оруджев сумел пробиться на Олимпиаду только благодаря континентальной квоте Европейского Союза дзюдо. В мае 2012 года на Гран-При Баку Оруджев занял уже первое место.
На Олимпийских играх в Лондоне Оруджев в 1/16 финала одержал победу на Гидеон ван Зилом из ЮАР, но проиграл будущему чемпиону этих игр Мансуру Исаеву из России и завершил выступление.
В 2013 году, когда Рустам Оруджев только вернулся из армии, он выступил на Гран-При Самсуна, где потерпел поражение..
Но, в мае 2013 года Оруджеву удалось стать победителем турнира «Большого шлема», проходившего в Баку. А в 2014 году на очередном турнире Гран-при в Самсуне Оруджев выиграл серебряную медаль.
В 2015 году на Гран-при в Грузии Оруджев завоевал золотую медаль. В 2016 году стал чемпионом Европы. Представлял Азербайджан на летних Олимпийских играх 2016 года в Рио-де-Жанейро, где завоевал серебряную медаль по дзюдо в весе до 73 кг. 1 сентября указом президента Азербайджана был награждён орденом «За службу Отечеству III степени».
В 2017 году стал серебряным призёром Исламских игр солидарности, проходивших в Баку, где в финале уступил своему соотечественнику Хидаяту Гейдарову.
На чемпионате мира 2017 года Оруджев сумел дойти до финала, где, уступив японцу Сойчи Хашимото, завоевал серебряную медаль.
На Европейских играх 2019 года взял серебряную медаль, уступив лишь в финале шведу Томми Масиасу. Помимо этого Оруджеву была вручена также серебряная медаль чемпионата Европы, поскольку именно такой статус имели соревнования по дзюдо на Евроиграх в Минске.
На предолимпийском чемпионате мира 2019 года, который проходил в Токио завоевал серебряную медаль, уступив в поединке за чемпионский титул сопернику из Японии Сёхэй Оно.
24 октября 2020 года Рустам Оруджев в весе до 73 кг стал победителем турнира «Большого шлема», который проходил в Будапеште, одолев в финале швейцарца Нильса Стампа. Свою победу он посвятил погибшим в боях военнослужащим Азербайджана, а призовые деньги за золотую медаль Оруджев пообещал отправить солдатам и офицерам азербайджанской армии.
В 2020 году на чемпионате Европы в ноябре в чешской столице, Рустам смог завоевать бронзовую медаль турнира. В четвертьфинале уступил грузинскому дзюдоисту Лаше Шавдатуашвили.
На Олимпийских играх 2020 в Токио Рустам Оруджев был одним из знаменосцев сборной. Выиграв первые две схватки у Мусы Могушкова из России и Сомона Махмадбекова из Таджикистана, Оруджев вышел в четвертьфинал, где уступил олимпийскому чемпиону Сёхэй Оно из Японии, с которым встречался в финале Игр 2016 года. В первой утешительной схватке Оруджев одолел Акила Гякова из Косово. В поединке за бронзу с Ан Чхаллим из Южной Кореи он под конец схватки пропустил бросок и стал пятым.
В сентябре 2021 года Рустам Оруджев был назначен председателем комиссии атлетов Национального олимпийского комитета Азербайджана.. 
В мае 2023 года Оруджев вошёл в Комиссию атлетов Европейского союза дзюдо (ЕJU). 8 августа 2023 года объявил о завершении карьеры дзюдоиста.